# 國家行政組織法
國家行政組織法（日语：／ Kokkagyouseisoshikihou ?）是一部日本法律，規定日本行政機關的設立和組織。 1948年7月10日（昭和23年）頒布。

## 概況
日本的大部分行政機關都是根據國家行政組織法第1條規定的各種編制法設立的“內閣管轄的行政機關”。 因此，獨立於內閣、內閣官房、內閣法制局、國家安全保障會議的審計委員會，不屬於“管轄行政機關”的範疇。內閣本身，特別是《國家公務員法》第4條第4款的規定不適用的國家人事院，《國家行政組織法》第1條排除的內閣辦公室和數字機構，依重建機關設置法附則第三條規定變更之國家行政組織法。第一條所列重建機關以外之重建機關，不受國家行政組織法之管轄。這些政府機構有時被認為比其他部委和機構級別更高，但關於政府機構的地位並沒有法律上的高低概念。各省按照設立順序排列時，稱為按照本法附表一所列順序。
關於各部的組織，規定了內部部局、審議會、設施等機關、特別機關、地方分支部局、外局等細分部門，但列出了具體名稱（例如“總務省”）。 上述僅界定部本身及外部局，而從內部局到地方分局的各組織細節的名稱，則由各省編制法及其附屬命令（政府令、部令）規定等）。

## 外部鏈接
- 国家行政組織法 （页面存档备份，存于）

1. ↑  . www.shugiin.go.jp.   [2025-06-26].